# Sudan TV
Sudan TV (arabisch تلفزيون السودان, DMG Tilifizyūn as-Sūdān) oder Sudan National Broadcasting Corporation (SNBC) ist ein Fernsehsender in arabischer Sprache. Es ist der nationale Fernsehsender des Sudan, der sich im Besitz der Regierung befindet und von dieser betrieben wird. Sudan TV ist einer von sechs Fernsehsendern des Landes.

## Geschichte
1962 begann der Sendebetrieb in der Region Khartoum (Khartoum-Stadt, Omdurman und Khartoum Bahry). Ein Jahr später gründete General Mohmaed Talat Fareed den Sender als nationale Rundfunkanstalt und unterzeichnete einen Vertrag mit dem Berliner Rundfunk über die Bereitstellung von technischer Unterstützung, Kameras und Aufnahmegeräten.
In den Siebzigerjahren erweiterte Sudan TV seinen Sendebereich, als die General Company for Wireless and Wired Telecommunications eine Satellitenstation baute. 1976 begann Sudan TV mit der Ausstrahlung in Farbe.

## Programm
Das Programm umfasst Nachrichten, Gebete, Koranrezitationen und eine Vielzahl von Unterhaltungsprogrammen wie Kindersendungen, Talentwettbewerbe, Dramen und Dokumentarfilme. Eine Militärzensur arbeitet mit Sudan TV zusammen, um sicherzustellen, dass die Nachrichten die Regierungspolitik widerspiegeln.